# 31861 Darleshimizu
31861 Darleshimizu è un asteroide della fascia principale. Scoperto nel 2000, presenta un'orbita caratterizzata da un semiasse maggiore pari a 2,4009443 UA e da un'eccentricità di 0,1540146, inclinata di 1,65675° rispetto all'eclittica.